# Acide perfluorooctanesulfonique
L'acide perfluorooctanesulfonique (PFOS), dont la base conjuguée est l'anion perfluorooctanesulfonate, est un sulfonate d'alkyle perfluoré utilisé comme tensioactif fluoré de formule brute C8F17SO3H. C'est un perturbateur endocrinien et un polluant inscrit à l'Annexe B de la Convention de Stockholm sur les polluants organiques persistants.

## Usages
Il dérive notamment du perfluorooctanesulfonamide C8F17SO2NH2 (PFOSA) et a constitué jusqu'au début du siècle l'ingrédient essentiel du traitement Scotchgard mis au point par la société 3M pour l'imperméabilisation des tissus, du mobilier et des tapis. Il a également été utilisé pour traiter les papiers à contact alimentaire contre les taches d'eau et de graisse, ainsi que pour diverses autres applications grand public.

## Production
La préparation des PFOS s'effectue par fluoration électrochimique du chlorure d'octanesulfonyle dans le fluorure d'hydrogène anhydre. Il en résulte trois quarts de fluorure de perfluorooctanesulfonyle linéaire et un quart de fluorure de perfluorooctanesulfonyle ramifié.
{\displaystyle {\ce {C8H17SO2Cl + 18 HF -> C8F17SO2F + HCl + 17 H2}}}
Le PFOS est obtenu par hydrolyse du fluorure de perfluorooctanesulfonyle,.
Outre l'isomère linéaire, il existe 88 isomères de constitution ramifiés possibles du PFOS.

## Propriétés
C'est une molécule amphiphile, avec une chaîne latérale à la fois hydrophobe et lipophobe, et un groupe sulfonate ou acide sulfonique terminal hydrophile. Il est particulièrement stable en raison de la force des liaisons carbone-fluor. C'est un tensioactif plus puissant que ceux à base d'hydrocarbures.

## Réglementation globale
En 2009, PFOS, ses sels et fluorure de perfluorooctanesulfonyle ont été classés parmi les POPs (polluants organiques persistants), au titre de la Convention de Stockholm en raison de leur nature omniprésente, persistante, bioaccumulable et toxique.